# Пітер Фінч
Пітер Фінч (англ. Peter Finch, повне ім'я Фредерік Джордж Пітер Інгл-Фінч, 28 вересня 1916 — 14 січня 1977) — австралійський актор. Один з двох акторів, посмертно удостоєних премії «Оскар» (за фільм Телемережа).

## Біографія
Фінч народився в Лондоні, з десяти років жив в Сіднеї. Після закінчення школи кілька разів змінював роботу, поки врешті-решт не став актором. 1935 року він почав грати в театрі і працювати на радіо. Першим фільмом Фінча стала посередня комедія Дейв з батьком приходить в місто (англ. Dad and Dave Come to Town, 1938). Тоді Фінча помітив Лоуренс Олів'є, який запропонував йому ввійти в свою трупу, і Фінч переїхав до Лондона. 1948 року у нього зав'язався роман з Вів'єн Лі (дружиною Олів'є), який в загальному (з перервами) продовжувався декілька років.

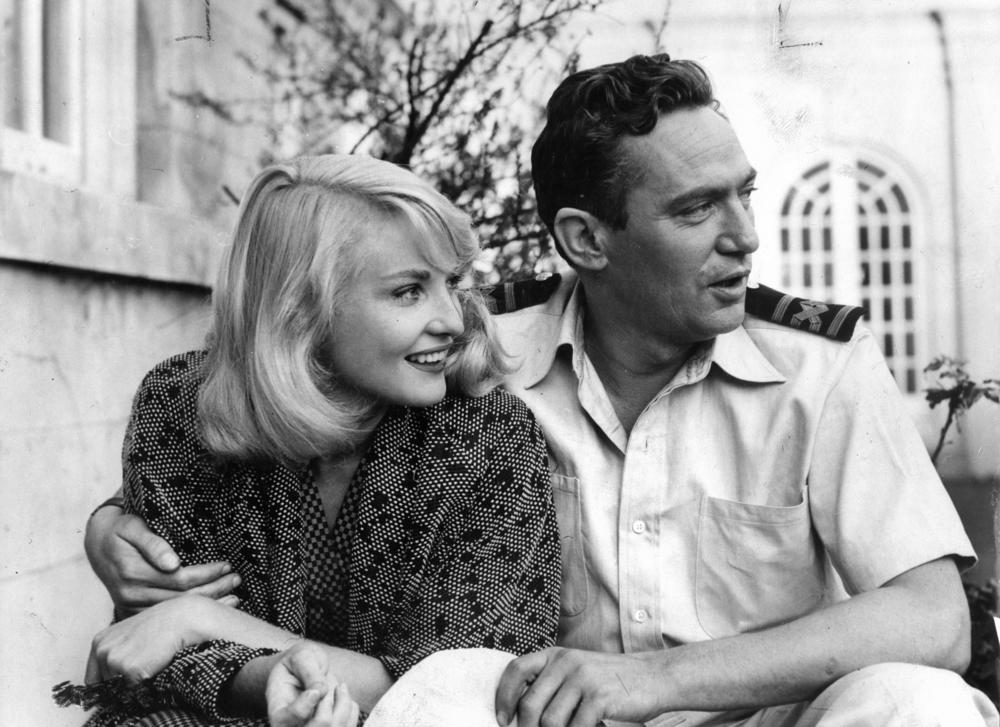
Пітер Фінч та Даян Сіленто під час знімання фільму Passage Home (грудень 1954 року).

Незабаром Фінч почав зніматися в кіно. Першим голлівудським фільмом стала картина The Miniver Story (1950). Роль у фільмі A Town Like Alice принесла йому першу нагороду Британської кіноакадемії. 1960 року Фінч зіграв роль Оскара Уайльда у фільмі Процес Оскара Уайльда (англ. The Trials of Oscar Wilde), отримавши за цей фільм в числі інших нагород приз найкращому акторові Московського кінофестивалю 1960 рік.
У 1971 році Фінч зіграв єврея-гомосексуала Деніела Герша в скандальному на ті часи фільмі Неділя, проклята неділя. Центральною темою фільму була тема гомосексуальної любові. Спочатку роль Херша запропонували акторові Йену Беннену, але він від неї відмовився, оскільки роль передбачала гомосексуальний поцілунок. Фільм отримав кілька номінацій на «Оскар», у тому числі на «Оскар» за найкращу чоловічу роль для самого Фінча, і на «Золотий глобус» (Фінч знову був номінований). Проте фільм не отримав «Оскарів»; існує точка зору, що причиною цьому було табу на відкриту демонстрацію гомосексуальності позитивних персонажів.
Головним успіхом Фінча стала роль у фільмі Телемережа (1976). Фінч зіграв божевільного телеведучого Говарда Біла, якому телекомпанія продовжує надавати ефір, щоб підняти рейтинг. 14 січня 1977 Фінч помер від серцевого нападу. За цю роль Фінч був посмертно нагороджений «Оскаром», який отримала його вдова Елета. Фінч — один з п'яти акторів, номінованих на «Оскар» посмертно (до нього були Джеймс Дін, Спенсер Трейсі і Массімо Троізі, після — Хіт Леджер), і один із двох (другий — Хіт Леджер), хто його отримав. Крім того він став першим австралійським актором, що отримав «Оскар». За цей же фільм Фінч отримав «Золотий глобус».
Фінч був тричі одружений. Його першою дружиною стала балерина українського походження Тамара Чінарова (шлюб тривав з 1943 по 1959 роки). Після розлучення він одружився з Іоланде Тернер (1959—1965). Другий шлюб теж закінчився розлученням, у 1973 році Фінч одружився втретє. Від трьох шлюбів у нього було четверо дітей.
У 1980 році журналістка Елен Данді (англ. Elaine Dundy) опублікувала біографію Finch, bloody Finch: A biography of Peter Finch.

## Фільмографія
| Рік  | Назва                                      | Роль                             | Примітки                                                                       |
| ---- | ------------------------------------------ | -------------------------------- | ------------------------------------------------------------------------------ |
| 1938 | Dad and Dave Come to Town                  | Білл Раян                        |                                                                                |
| 1939 | Mr. Chedworth Steps Out                    | Артур Джейкобс                   |                                                                                |
| 1941 | The Power and the Glory                    | Френк Міллер                     |                                                                                |
| 1944 | The Rats of Tobruk                         | Пітер Лінтон                     |                                                                                |
| 1944 | Red Sky at Morning                         | Майкл                            |                                                                                |
| 1946 | A Son Is Born                              | Пол Грехем                       |                                                                                |
| 1949 | Train of Events                            | Філіп                            |                                                                                |
| 1949 | Eureka Stockade                            | Хемфрі                           |                                                                                |
| 1950 | The Miniver Story                          | Польський офіцер                 |                                                                                |
| 1950 | The Wooden Horse                           | Австралієць у шпиталі            |                                                                                |
| 1952 | The Story of Robin Hood and His Merrie Men | Шериф Ноттингемський             |                                                                                |
| 1953 | The Heart of the Matter                    | Отець Ренк                       |                                                                                |
| 1953 | The Story of Gilbert and Sullivan          | Річард д'Ойлі Карт               |                                                                                |
| 1954 | Father Brown                               | Фламбо                           |                                                                                |
| 1954 | Elephant Walk                              | Джон Уайлі                       |                                                                                |
| 1954 | Make Me an Offer                           | Чарлі                            |                                                                                |
| 1955 | Josephine and Men                          | Девід Х'юер                      |                                                                                |
| 1955 | Passage Home                               | Капітан Лакі Райленд             |                                                                                |
| 1955 | Simon and Laura                            | Саймон Фостер                    |                                                                                |
| 1955 | The Dark Avenger                           | Граф де Віль                     |                                                                                |
| 1956 | The Battle of the River Plate              | Капітан Лангсдорфф, Адмірал Шпее |                                                                                |
| 1956 | A Town Like Alice                          | Джо Харман                       | BAFTA                                                                          |
| 1957 | Windom's Way                               | Алек Уіндом                      | BAFTA (номінований)                                                            |
| 1957 | Robbery Under Arms                         | Капітан Старлайт                 |                                                                                |
| 1957 | The Shiralee                               | Джим Маколей                     |                                                                                |
| 1959 | Історія черниці                            | Доктор Фортунаті                 | BAFTA (номінований)                                                            |
| 1959 | Operation Amsterdam                        | Єн Сміт                          |                                                                                |
| 1960 | The Trials of Oscar Wilde                  | Оскар Уайльд                     | BAFTA                                                                          |
| 1960 | Kidnapped                                  | Алан Брек Стюарт                 |                                                                                |
| 1961 | No Love for Johnnie                        | Джонні Бірн                      | BAFTA, Срібний ведмідь                                                         |
| 1961 | The Sins of Rachel Cade                    | Полковник Генр Дероуд            |                                                                                |
| 1962 | I Thank a Fool                             | Стівен Дейн                      |                                                                                |
| 1963 | In the Cool of the Day                     | Маррей Логан                     |                                                                                |
| 1964 | Перші люди на Місяці                       | Помічник пристава                | Не згаданий у титрах                                                           |
| 1964 | Girl with Green Eyes                       | Юджин Галлард                    |                                                                                |
| 1964 | Пожирач гарбузів                           | Джек Ермітейдж                   |                                                                                |
| 1965 | Політ Фенікса                              | Капітан Харріс                   |                                                                                |
| 1966 | 10:30 P.M. Summer                          | Пол                              |                                                                                |
| 1966 | Judith                                     | Аарон Штейн                      |                                                                                |
| 1967 | Come Spy with Me                           | Камео                            | Не згаданий у титрах                                                           |
| 1967 | Далеко від шаленої юрби                    | Вільям Болдвуд                   |                                                                                |
| 1968 | The Legend of Lylah Clare                  | Льюіс Заркен                     |                                                                                |
| 1969 | The Greatest Mother of Them All            | Шон Говард                       |                                                                                |
| 1969 | Червона палатка                            | Умберто Нобіле                   |                                                                                |
| 1971 | Неділя, проклята неділя                    | Dr. Daniel Hirsh                 | BAFTA Номінований на Премію «Оскар» за найкращу чоловічу роль «Золотий глобус» |
| 1972 | Something to Hide                          | Гаррі Філд                       |                                                                                |
| 1973 | England Made Me                            | Ерік Кро                         |                                                                                |
| 1973 | Bequest to the Nation                      | Гораціо Нельсон                  |                                                                                |
| 1973 | Загублений горизонт                        | Річард Конуей                    |                                                                                |
| 1974 | The Abdication                             | Кардинал Аццоліно                |                                                                                |
| 1976 | Телемережа                                 | Говард Біл                       | Премія «Оскар» за найкращу чоловічу роль BAFTA «Золотий глобус»                |
| 1977 | Рейд на Ентеббе                            | Іцхак Рабин                      | Телевізійний фільм; номінований на «Еммі»                                      |